# Han Yingying
Han Yingying (20 de abril de 1986) es una deportista china que compitió en taekwondo. Ganó una medalla de oro en el Campeonato Mundial de Taekwondo de 2009, y una medalla de plata en el Campeonato Asiático de Taekwondo de 2010.

## Palmarés internacional
| Campeonato Mundial  | Campeonato Mundial     | Campeonato Mundial | Campeonato Mundial |
| Año                 | Lugar                  | Medalla            | Categoría          |
| ------------------- | ---------------------- | ------------------ | ------------------ |
| 2009                | Copenhague (Dinamarca) | Medalla de oro     | –73 kg             |
| Campeonato Asiático |                        |                    |                    |
| Año                 | Lugar                  | Medalla            | Categoría          |
| 2010                | Astaná (Kazajistán)    | Medalla de plata   | –73 kg             |